# Raudo (petardo)

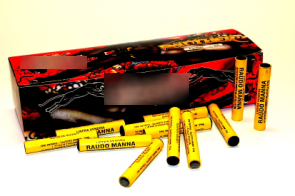
Una confezione da 100 di Raudo Manna.

Il raudo è un piccolo petardo, annoverato nella categoria 2 dei fuochi pirotecnici.

## Il termine
Il termine raudo (plurale raudi) ha perso con il tempo la caratteristica di marchio commerciale che designa un prodotto specifico e il suo significato si è esteso a indicare petardi piccoli ma piuttosto rumorosi, accendibili con una miccia o più raramente per sfregamento, contrapposti alle miccette, assai più piccole e meno rumorose.

## Caratteristiche
L'aspetto è quello di un tubicino di cartone - generalmente giallo - lungo circa 55 mm.
La massa attiva per ogni pezzo è di circa 1 g di polvere, di cui 0,15 g di miscela netta esplosiva, composta da Polvere Flash M100; il resto del materiale attivo è impiegato nella spoletta ritardante di accensione, compresa tra la carica interna e la miccia di accensione o, più raramente, la capocchia a sfregamento.

## Requisiti per la vendita e l'utilizzo
La vendita è proibita ai minori di 18 anni, come tutti i prodotti rientranti nella categoria 2 dei fuochi pirotecnici. È  pericoloso per le persone se utilizzato in maniera impropria.

## Utilizzi
Oltre che in occasione di festeggiamenti alcuni consigliano l'uso dei raudi per segnalare situazioni di emergenza nel corso di attività all'aria aperta (es. escursionismo). Il loro utilizzo è però sconsigliato o vietato in situazioni dove il rischio di incendio è elevato.